# Schutzhund
El Schutzhund es un entrenamiento también conocido internacionalmente como IGP debido al acrónico de las palabras en alemán 'I'nternationale 'G'ebrauchshunde 'P'rüfungsordnung y antes como IPO debido al acrónimo de las palabras en alemán Internationale Prüfungs Ordnung. Tiene como propósito evaluar el carácter y la utilidad de un perro para el trabajo, así como la relación con su conductor. En sus inicios tuvo como objetivo el preservar las características y capacidades del pastor alemán (mediante la elección para reproducción de solo aquellos ejemplares que hubieran cumplido, y finalizado, exitosamente con las pruebas), pero actualmente participa en él toda raza que requiera prueba de trabajo según la FCI. En años recientes, la raza que suele tener más presencia en las competencias es una variedad del pastor belga (Malinois).
Pero más allá de lo anterior, ha evolucionado hasta convertirse en un deporte emocionante con centenas de personas y ejemplares, en decenas de países en el mundo practicándolo todas las semanas, a pesar de las condiciones meteorológicas adversas. Además de desarrollarse competiciones regionales, nacionales y mundiales que reúnen a lo más destacado de esta disciplina.

## Historia
A fines del siglo XIX y a principios del XX, Europa Occidental tenía una población importante de muchos tipos de perros pastores. Estos no solamente controlaban y guiaban el ganado de acuerdo a las instrucciones de sus dueños, sino que lo cuidaban en la noche y avisaban si se acercaban extraños a las granjas y a los pueblos, y por tanto eran parte importante de la economía rural.
Sin embargo, estos perros no pertenecían a ninguna raza de perro en particular, pero su tamaño, estructura, pelaje y color conformaron los tipos que eran comunes en las diversas regiones. En esta época, la propiedad de perros de raza era un privilegio de los nobles y de los ricos, pero principalmente para los perros de caza. Por el contrario los perros pastores fueron desarrollados generación tras generación por los granjeros y los campesinos. La gente privilegiada les tenía tan poca estima a los campesinos como a los perros pastores, y en comparación con los perros de caza eran poco más que perros callejeros.
Sin embargo, en 1899 un joven aristócrata oficial de caballería llamado Max von Stephanitz fundó el Club Alemán del Pastor Alemán, también conocido por SV. Promovió el desarrollo de esta raza, elaboró las pautas del estándar, comenzó el registro de los sementales, organizó y formalizó las pruebas de entrenamiento (las cuales incluían pruebas de rastreo, obediencia y protección) y fue el primer presidente del Club. 
Von Stephanitz estaba completamente comprometido con la idea de introducir la raza a otros tipos de actividades como la entrega de mensajes, rescate, guarda y centinela, ya que el pastor alemán es un animal de trabajo cuyo valor deriva de su nivel para estas aptitudes. Por ello promovió su uso por las fuerzas militares y policiales, lo cual tuvo su punto más destacado durante la Primera Guerra Mundial.
Actualmente, el SV es el club de raza más influyente en el mundo. El sistema implementado desde esa época sirve para preservar y desarrollar los mejores atributos físicos y de temperamento de la raza y el Schutzhund es parte integral de este sistema.

## Puntos determinantes
Los perros que han completado todos los niveles de esta prueba de trabajo y han sido juzgados de acuerdo a la intención del reglamento, son excelentes ejemplares para fuerzas policiales y militares, capaces de realizar tareas como detección de olores (drogas, armas, etc.), control de masas, búsqueda y rescate, etc. Mediante estas pruebas se determinan sus capacidades para realizar estos trabajos, así como sus rasgos característicos, como serían:
- Alegría al trabajar

- Devoción al trabajo y a su conductor

- Confianza

- Docilidad

- Obediencia

- Capacidad de entrenamiento

- Rapidez para comprender las órdenes

- Dureza

- Seguridad

Además prueba características físicas como fuerza, resistencia, agilidad y la habilidad para percibir olores. El objetivo es demostrar el carácter de un perro por medio  del entrenamiento. Los criadores pueden y en algunos países deben usar estas pruebas para así determinar el pie de cría.

## Breve recuento de las razas que se usan
El pastor alemán se crio para laborar en el campo alrededor de 1900 por lo que es netamente un perro de trabajo. El Schutzhund se desarrolló en esa época como una manera de poner a prueba la utilidad y habilidad para trabajar del Pastor Alemán. Así, solo los ejemplares que hubieran pasado las pruebas dentro de esta disciplina, serían aptos para reproducción y su progenie se registraría como Pastores Alemanes. Esto se sigue llevando a cabo en Alemania hasta el día de hoy. Solamente probando continuamente la habilidad para trabajo es como cada generación de pastores alemanes han mantenido sus características zootécnicas.
Las razas más comunes para practicar este deporte son: Pastor alemán (Líneas de trabajo), Pastor Belga (Malinois), Beauceron, Briard, Rottweiler, Dóberman, Schnauzer gigante, Bouvier des Flandres, Pastor holandés, Bulldog americano, Bóxer, Cane Corso entre otras.

## Fases

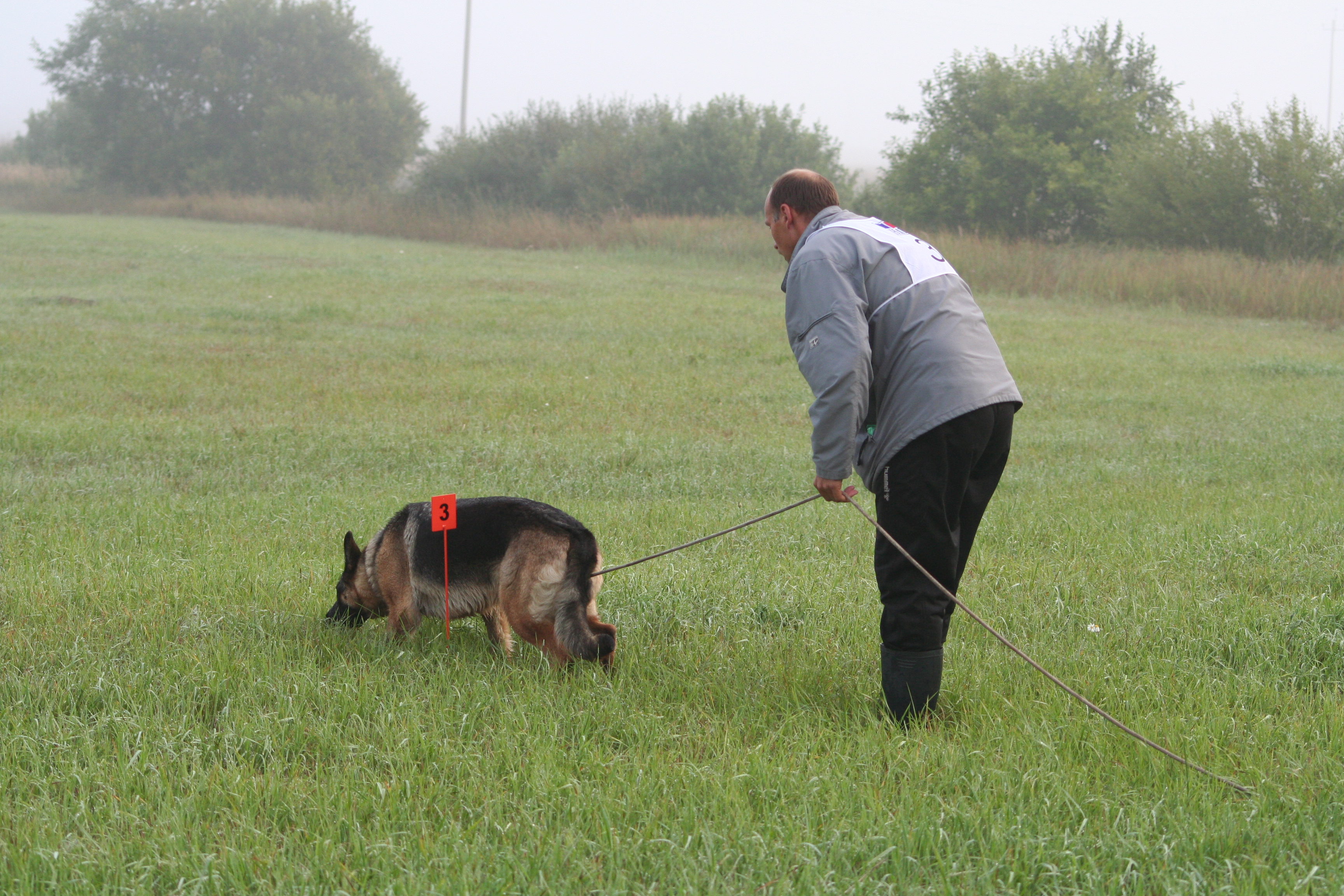
Rastreo.

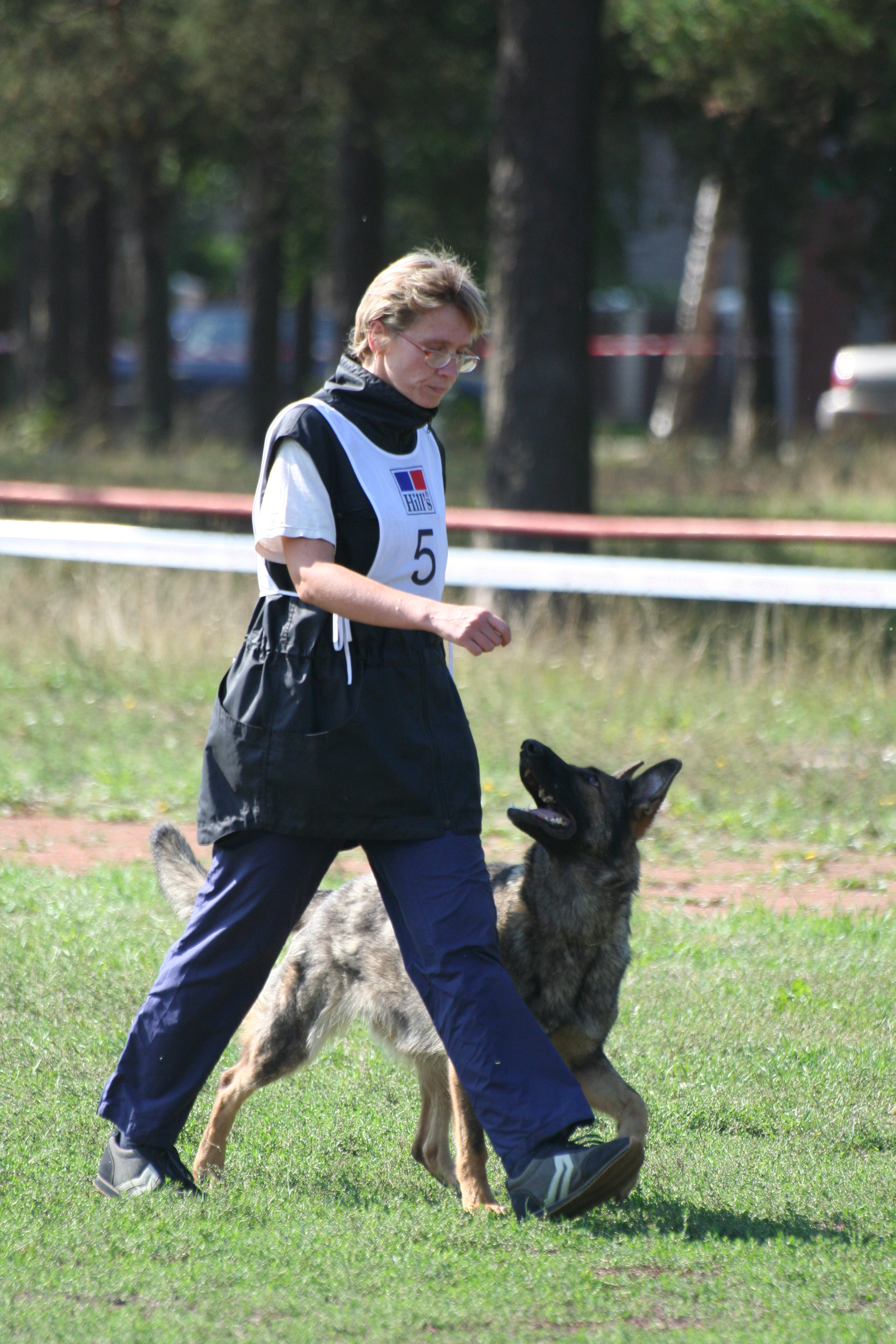
Obediencia a manos libres.

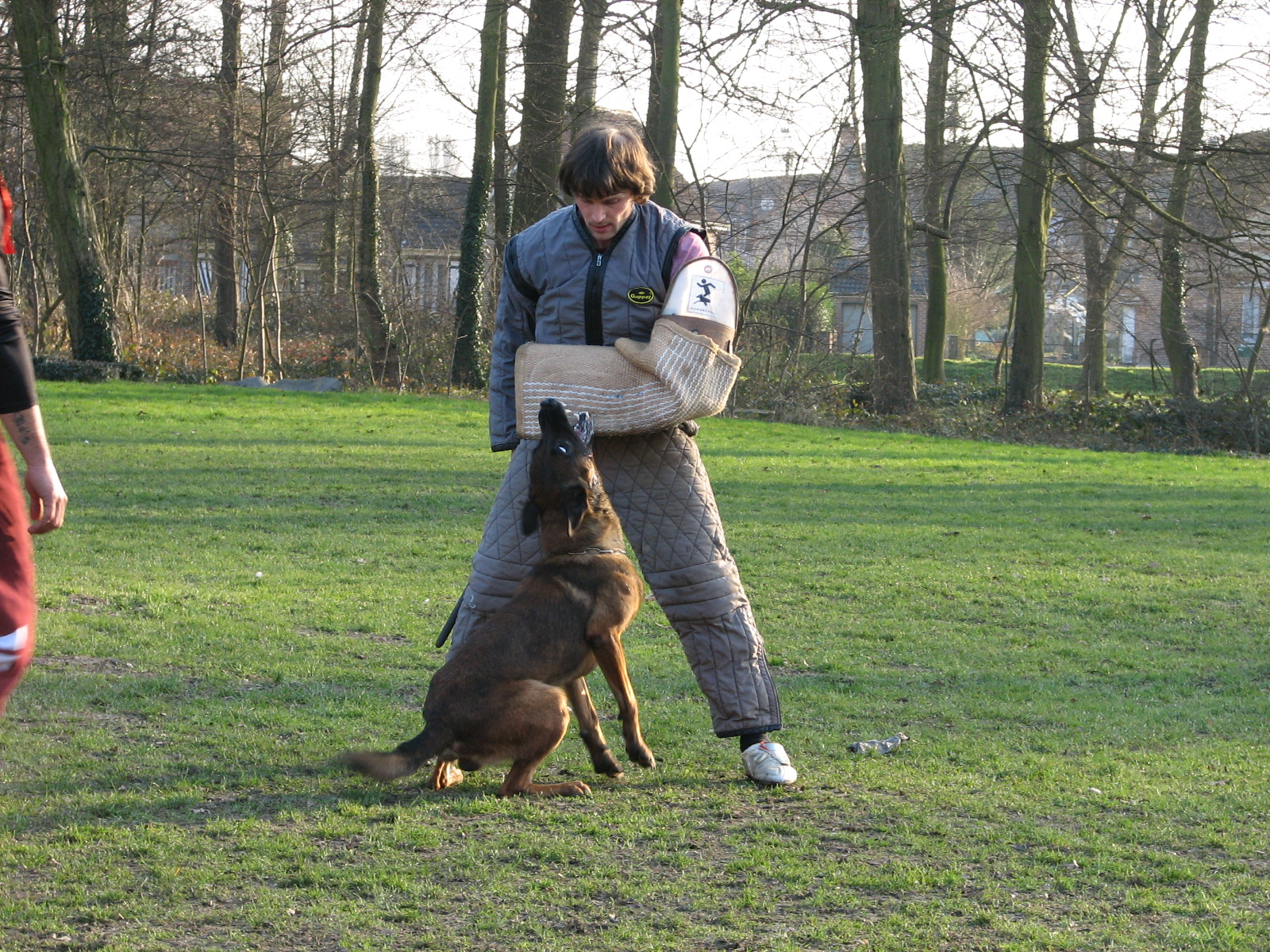
Defensa.

El schutzhund es un concurso que prueba durante un día el carácter y la capacidad para ser entrenado. Evalúa la estabilidad, el impulso y la velocidad de respuesta. Requiere además que el animal sea un generalista que pueda competir exitosamente en tres fases completamente diferentes: rastreo, obediencia y protección. Se divide en tres niveles: el Schutzhund I es el nivel más elemental y el Schutzhund III es el que requiere el mayor habilidad.

### Rastreo
En esta prueba se evalúan la perseverancia y concentración del perro, su habilidad para olfatear y su voluntad para trabajar con su manejador.
Consiste en que el perro siga la pista dejada por un trazador, encontrando y señalando objetos llamados artículos dejados por éste. En cada nivel (Schutzhund I, II o III), la longitud, el número de cambios de dirección y el tiempo transcurrido entre el trazado y la realización de la prueba, van aumentando (además en el nivel I el conductor hace las veces del trazador).

### Obediencia
En esta parte se evalúa la sensibilidad a la voz de su manejador e incluye una serie de situaciones donde el perro debe, de manera entusiasta y  precisa, cumplir con las órdenes impartidas. Debe destacarse al caminar al lado de su manejador, cobrando, saltando y desarrollando otra serie de actividades.

### Defensa
En esta etapa se evalúa el coraje, el deseo de combatir, la confianza y obediencia a las órdenes de su manejador bajo circunstancias muy estimulantes y difíciles. Al perro se le manda a buscar a un "malhechor" (figurante) escondido y vigilarlo hasta que llegue su manejador. Si el figurante intenta escapar o ataca, el perro debe perseguirlo y retener al "intruso" por el brazo hasta que su manejador llegue y le ordene soltarlo. Cuando se le da la orden de soltarlo, debe hacerlo inmediatamente.

## El Trabajo del Juez
Obviamente su tarea es evaluar el desempeño, así como determinar el ganador, pero más importante aún es promover aquellos animales que demuestren una calidad excepcional en su carácter de tal manera que sean usados en la cría (suponiendo que también cumplan con otros requisitos de salud y estructura), y desechar aquellos animales que sean deficientes o sin un carácter adecuado. De tal forma que puede y está en la obligación de descalificar un perro en cualquier punto del desarrollo de la prueba si el animal muestra una seria falla en su temperamento.

## El Figurante
Actor indispensable en la defensa, este individuo generalmente ha sido capacitado para probar la calidad del ejemplar. Dentro de su equipo está una manga acolchada  (para evitar daños debidos a los mordiscos del perro) y un bastón acolchado (para amenazar y dado el caso golpear al perro para probar su coraje).

## Demarcación del Schutzhund en Alemania
En la ley sobre perros del Estado de Renania del Norte-Westfalia en Alemania se distingue entre la formación como perro de guardia y la capacitación en protección. En los reglamentos administrativos se define: "El entrenamiento de guardia para los perros en detrimento de las personas estará en manos de las agencias gubernamentales responsables (autoridades titulares de los derechos caninos), que tengan la experiencia necesaria en temas caninos [...]. El entrenamiento de guardia no debe ser confundido con el entrenamiento de protección para perros como deporte. Durante el servicio o entrenamiento en protección para perros como deporte, únicamente el instinto de presa del perro será provocado bajo situaciones de estrés y no será dado hasta que el perro haya recibido, y superado, el entrenamiento de obediencia. Este servicio o entrenamiento de protección de perros como deporte debe ser precedido en cada caso, al llamado entrenamiento como perro de compañía en donde el perro aprende a seguir el carácter visual o de sonido de su propietario por completo y responde a los estímulos del medio ambiente de forma segura y tranquila".
El adiestramiento de perros para la protección de las personas civiles y propiedades como servicios de guardia de seguridad es, al igual que con los perros guardianes, regulado por leyes civiles.